# ホープフルステークス (アメリカ合衆国)
ホープフルステークス（Hopeful Stakes）はアメリカ合衆国ニューヨーク州のサラトガ競馬場で開催されている、ダート7ハロンの競馬の競走である。グレード制ではG1に類される。
例年9月に開催され、ブリーダーズカップ・ジュヴェナイルの前哨戦としてこの競走を使う馬が多い。またホープ(前途有望な、見込みがある)の名前通り翌年のクラシックを占う意味でも重要な競走としてアメリカの競馬ファンから注目を受けている競走でもある。
アメリカの三冠馬11頭のうち5頭がこの競走を使ったことがあり、うち3頭がこの競走を勝っている。

## 歴史
- 1903年:創設　この当時はダート6ハロンで施行
- 1911年,1912年:中止
- 1925年:この年よりダート6.5ハロンで施行
- 1973年:グレード制導入に伴い、G1に格付け
- 1974年,1975年:分割
- 1994年:この年よりダート7ハロンで施行　現在までこの距離である
- 2000年:City ZipとYonaguskaが同着で優勝
- 2012年:G2に格下げ
- 2013年:G1に格上げ

## 主な勝ち馬
- 1906年:Peter Pan
- 1914年:Regret
- 1919年:Man O' War
- 1939年:Bimelech
- 1940年:Whirlaway
- 1941年:Devil Diver
- 1949年:Middleground
- 1952年:Native Dancer
- 1954年:Nashua
- 1955年:Needles
- 1960年:Hail to Reason
- 1964年:Bold Lad
- 1965年:Buckpasser
- 1967年:What A Pleasure
- 1972年:Secretariat
- 1974年:Foolish Pleasure
- 1977年:Affirmed
- 1984年:Chief's Crown
- 1986年:Gulch
- 1991年:Salt Lake
- 1993年:Dehere
- 1995年:Hennessy
- 1997年:Favorite Trick
- 2001年:Came Home
- 2004年:Afleet Alex
- 2005年:First Samurai
- 2006年:Circular Quay
- 2007年:Majestic Warrior
- 2008年:Vineyard Haven
- 2009年:Dublin
- 2010年:Boys At Tosconova
- 2011年:Currency Swap
- 2012年:Shanghai Bobby
- 2013年:Strong Mandate
- 2014年:Competitive Edge[1]
- 2015年:Ralis
- 2016年:Practical Joke
- 2017年:Sporting Chance
- 2018年:Mind Control
- 2019年:Basin
- 2020年:Jackie's Warrior
- 2021年:Gunite
- 2022年:Forte
- 2023年:Nutella Fella
- 2024年:Chancer McPatrick